# Otomys angoniensis
Otomys angoniensis је врста глодара из породице мишева (лат. Muridae). 

## Распрострањење
Врста је присутна у Анголи, Боцвани, Замбији, Зимбабвеу, Јужноафричкој Републици, Кенији, Малавију, Мозамбику, Намибији, Руанди, Свазиленду и Танзанији.

## Станиште
Врста Otomys angoniensis има станиште на копну.

## Угроженост
Ова врста није угрожена, и наведена је као последња брига јер има широко распрострањење.

### Популациони тренд
Популација ове врсте је стабилна, судећи по доступним подацима.